# Антоновцы (Кировская область)
Антоновцы (починок Антоновский, Тёплый Ключ) — деревня в Сардыкском сельском округе Унинского района Кировской области на реке Сардык.

## История
По легенде первым жителем поселения был Антон Клюкин. Починок, основанный близ речки Сардыхи, назывался ранее Тёплым Ключом. По мнению жителей, деревне более 300 лет. С этим можно согласиться, так как деревню испокон веков населяли старообрядцы по поповщине австрийского упования. Жили обособленно, имели свои обычаи, уклад жизни.
В середине XIX века мужчины занимались рубкой леса, извозом. Жили в деревне и мясники, перегонявшие скот из Удмуртии на забой и продажу на торжках и базарах. В деревне была мельница.
В 1902 году в деревне открылась библиотека.
Вплоть до 1913 года деревня была местом ссылки для политических ссыльных поляков.
В годы Гражданской войны антоновцы принимали в ней участие, несколько человек погибли.
В 1931 году сгорел храм антоновских старообрядцев, а священник был репрессирован.
В 1933 году организовался колхоз «Вторая пятилетка». Председательствовали Харитон Хрисанфович Клюкин и Ефрем Григорьевич Клюкин.

## Административная принадлежность
В 1764 году деревня входила в состав Казанского уезда Казанской губернии.
В середине XIX века в составе Глазовского уезда, Вятская губерния.
В 1905 году — Глазовский уезд, Сардыковская волость
В 1927 году деревня вошла в состав Сардыкского сельского Совета.

## Население
- 1764 — 17 человек (10 мужчин, 7 женщин). Разряд жителей — ясачные крестьяне[3]
- Середина XIX века — 266 (117 мужчин, 149 женщин)
- 1905—397 человек[4].

| 2010 |
| ---- |
| 16   |

## Коренные фамилии антоновцев
- Клюкины
- Коротаевы
- Кудрины